# Rid i natt! (film)
Rid i natt! är en svensk dramafilm från 1942 i regi av Gustaf Molander. I huvudrollerna ses Lars Hanson, Oscar Ljung, Gerd Hagman och Erik Berglund. Skådespelaren Eva Dahlbeck gör här sin filmdebut.

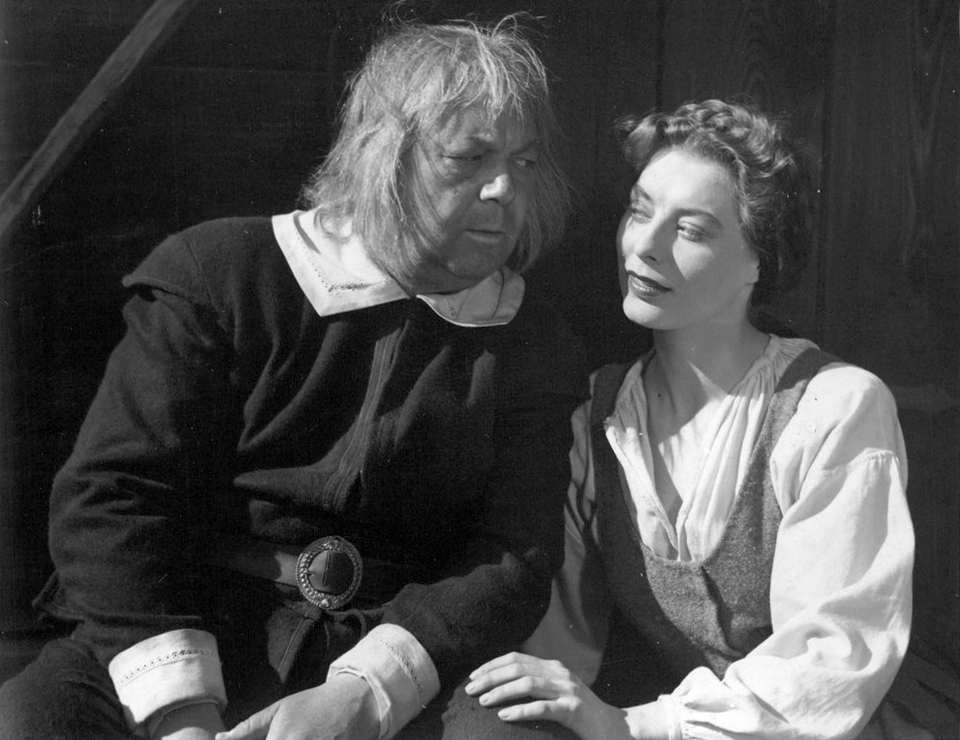
Erik Berglund och Gerd Hagman som Lars och Annika.

## Handling
Invånarna i den småländska byn Brändebol får veta att de skall göra dagsverken hos fogden. De lovar varandra att aldrig gå med på det, men när fogdens män kommer för att hämta dem vågar ingen protestera. Bara Ragnar Svedje vill hålla på rättvisan. Han tvingas lämna sin gård och flyr till skogs.

## Om filmen
Filmen premiärvisades den 23 november 1942. Inspelningen av filmen skedde med ateljéfilmning i Filmstaden Råsunda med exteriörscener från i 1600-talsbyn Viby i närheten av Sigtuna av Åke Dahlqvist. Som förlaga har man Vilhelm Mobergs roman Rid i natt! som utgavs 1941; romanen har även uppförts som pjäs vid Dramaten, Göteborgs stadsteater, Hälsingborgs stadsteater och som turnépjäs av Riksteatern.
Rid i natt! har visats i SVT, bland annat 1982, 1990, 1998, 2021 och september 2023.

## Rollista i urval
- Lars Hanson – Jon Stånge, byålderman i Brändebol
- Oscar Ljung – Ragnar Svedje på Svedjegården
- Gerd Hagman – Annika
- Eva Dahlbeck – Botilla, åldermans dotter, Ragnars trolovade
- Erik Berglund – Lars Borre, kammarherren Bertold Klewens fogde
- Hilda Borgström – mor Sigga, Ragnars mor
- Nils Lundell – Ygge, kallad Bläsmåla tjuv
- Erik Hell – Hans i Lenhovda, mästerman
- Hugo Björne – prästen Petrus Magni
- Sven Bergvall – ärkebiskopen
- Carl Ström – Klas Bock, bonde i Brändebol
- Gunnar Sjöberg – främmande bonde med budkavlen
- Erik Faustman – Bo Eriksson, bonde i Brändebol
- Josua Bengtson – Danjel, gästgivaren
- Axel Högel – Ola i Kalvamo
- Gunnar Collin – Matts Elling, bonde i Brändebol

## Musik i filmen
- Frihetsvisan, kompositör Jules Sylvain, text Tomas Simonsson

## DVD
Filmen gavs ut, digitalt restaurerad, på DVD 2018 i samlingsboxen Svenska litterära mästerverk på film, volym 1.